# Laremy Tunsil
Laremy Alexander Tunsil (geboren am 2. August 1994 in Harvey, Louisiana) ist ein US-amerikanischer American-Football-Spieler auf der Position des Offensive Tackles. Er spielte College Football für die University of Mississippi und wurde im NFL Draft 2016 in der ersten Runde von den Miami Dolphins ausgewählt. Anschließend spielte Tunsil auch für die Houston Texans. Seit 2025 steht er bei den Washington Commanders in der National Football League (NFL) unter Vertrag.

## College
Tunsil besuchte die Columbia High School in Lake City, Florida. Von 247Sports wurde er als Fünf-Sterne-Rekrut, also als einer der 32 besten Spieler seines Jahrgangs, eingeschätzt.
Von 2013 bis 2015 spielte Tunsil Football am College. Er besuchte die University of Mississippi und spielte dort für die Ole Miss Rebels in der NCAA Division I FBS. Er wurde bereits in seiner ersten Saison zum Stammspieler und wurde in das Team der besten Freshmen der Southeastern Conference (SEC) gewählt.
In der Saison 2014 verpasste er zwei Spiele wegen einer Verletzung am Bizeps und lief in elf Spielen als Starter auf. Von der Associated Press wurde er in das All-Star-Team der Southeastern Conference gewählt. Im Peach Bowl, dem letzten Saisonspiel der Rebels, brach sich Tunsil kurz vor dem Ende der ersten Hälfte das Wadenbein.
Nach einer Auseinandersetzung mit seinem Stiefvater wurde Tunsil am 25. Juni 2015 wegen häuslicher Gewalt verhaftet. Laut Hugh Freeze, dem Head Coach der Ole Miss Rebels, habe Tunsil seine Mutter verteidigt. Die Klage seines Stiefvaters wurde später abgewiesen, jedoch leitete dieser Ermittlungen gegen Tunsil wegen unerlaubter Zuwendungen seines Colleges bei der National Collegiate Athletic Association (NCAA) ein. Daraufhin wurde Tunsil für sieben Spiele der Saison 2015 gesperrt. In seinem letzten College-Spiel, dem Sugar Bowl am 1. Januar 2016, fing Tunsil einen Lateralpass und erzielte dabei einen Touchdown aus 2 Yards Entfernung zur gegnerischen Endzone. Die Rebels gewannen das Spiel mit 48:20 gegen die Oklahoma State Cowboys.
Kurz darauf erklärte Tunsil, auf ein mögliches viertes Jahr am College zu verzichten und sich für den NFL Draft anzumelden.

## NFL
Im NFL Draft 2016 galt Tunsil als einer der besten verfügbaren Spieler. Kurz vor Beginn des Drafts war jedoch auf Tunsils Twitter-Account ein Video veröffentlicht worden, das ihn beim Rauchen aus einer Bong zeigte. Infolgedessen wurde er deutlich später ausgewählt, als erwartet worden war. So erklärten beispielsweise die Baltimore Ravens, die das sechste Wahlrecht besaßen, Tunsil wegen des Videos nicht ausgewählt zu haben. Letztendlich wurde er an 13. Stelle von den Miami Dolphins ausgewählt. Anschließend wurde auf Tunsils ebenfalls gehacktem Instagram-Konto eine Konversation Tunsils mit einem College-Vertreter veröffentlicht, die belegte, dass Tunsil unerlaubterweise Geld angenommen hatte, um Rechnungen seiner Mutter bezahlen zu können. Bei den Dolphins unterzeichnete er einen Vierjahresvertrag über 12,45 Millionen Dollar.
Bei den Dolphins etablierte er sich schnell als Starter und lief in 44 von 48 Spielen als Starter auf, sodass die Dolphins seine Vertragsoption auf ein fünftes Jahr zogen.
Am 31. August 2019 tauschten die Dolphins Tunsil zusammen mit Kenny Stills, einem Viert- und einem Sechstrundenpick im Austausch gegen zwei Erstrundenpicks, einen Zweitrundenpick, sowie die Spieler Johnson Bademosi und Julién Davenport zu den Houston Texans.
Am 17. Dezember 2019 wurde Tunsil erstmals für den Pro Bowl nominiert. Im April 2020 einigte sich Tunsil mit den Texans auf eine Vertragsverlängerung um drei Jahre für 66 Millionen US-Dollar, von denen 50 Millionen garantiert wird. Damit stieg Tunsil zum höchstbezahlten Offensive Lineman der NFL auf. In der Saison 2020 wurde er erneut in den Pro Bowl gewählt. Wegen einer Daumenverletzung kam Tunsil 2021 nur in fünf Spielen zum Einsatz. In der Saison 2022 bestritt Tunsil wieder alle 17 Spiele und wurde zum dritten Mal in den Pro Bowl gewählt. Im März 2023 einigte sich Tunsil mit den Texans auf eine Vertragsverlängerung um drei Jahre im Wert von 75 Millionen US-Dollar. Auch in den Spielzeiten 2023 und 2024 wurde Tunsil in den Pro Bowl gewählt.
Im März 2025 gaben die Texans Tunsil per Trade an die Washington Commanders ab. Im Austausch für Tunsil und einen Viertrundenpick 2025 erhielten sie einen Dritt- und einen Siebtrundenpick 2025 sowie einen Zweit- und einen Viertrundenpick 2026.